# 16021 Caseyvaughn
16021 Caseyvaughn è un asteroide della fascia principale. Scoperto nel 1999, presenta un'orbita caratterizzata da un semiasse maggiore pari a 2,3356297 UA e da un'eccentricità di 0,0601687, inclinata di 5,81780° rispetto all'eclittica.